# Emlak TOKİ
Emlak TOKİ  (tur. Emlak-Toplu Konut İdaresi Spor Kulübü) – turecki, żeński klub siatkarski, powstały w 1982 roku w Ankarze. Drużyna występuje w tureckiej Aroma Bayanlar Voleybol 1. Ligi.

## Kadra zawodnicza

### Sezon 2011/12
- 2.  Derya Karabulut
- 4.  Ferda Bulut
- 10. Necla Güçlü
- Seda Türkkan